# Cécryphale
Le cécryphale, du grec κεκρύφαλος, kekryphalos, est un type de coiffure féminine de la Grèce antique, formant un filet ou une bande de tissu retenant les cheveux sur l'arrière supérieur du crâne.  
D'après Hans van Wees, l'origine du mot est l'attique kekruphalon "qui couvre le phalos, c'est-à-dire le sommet du crâne" 

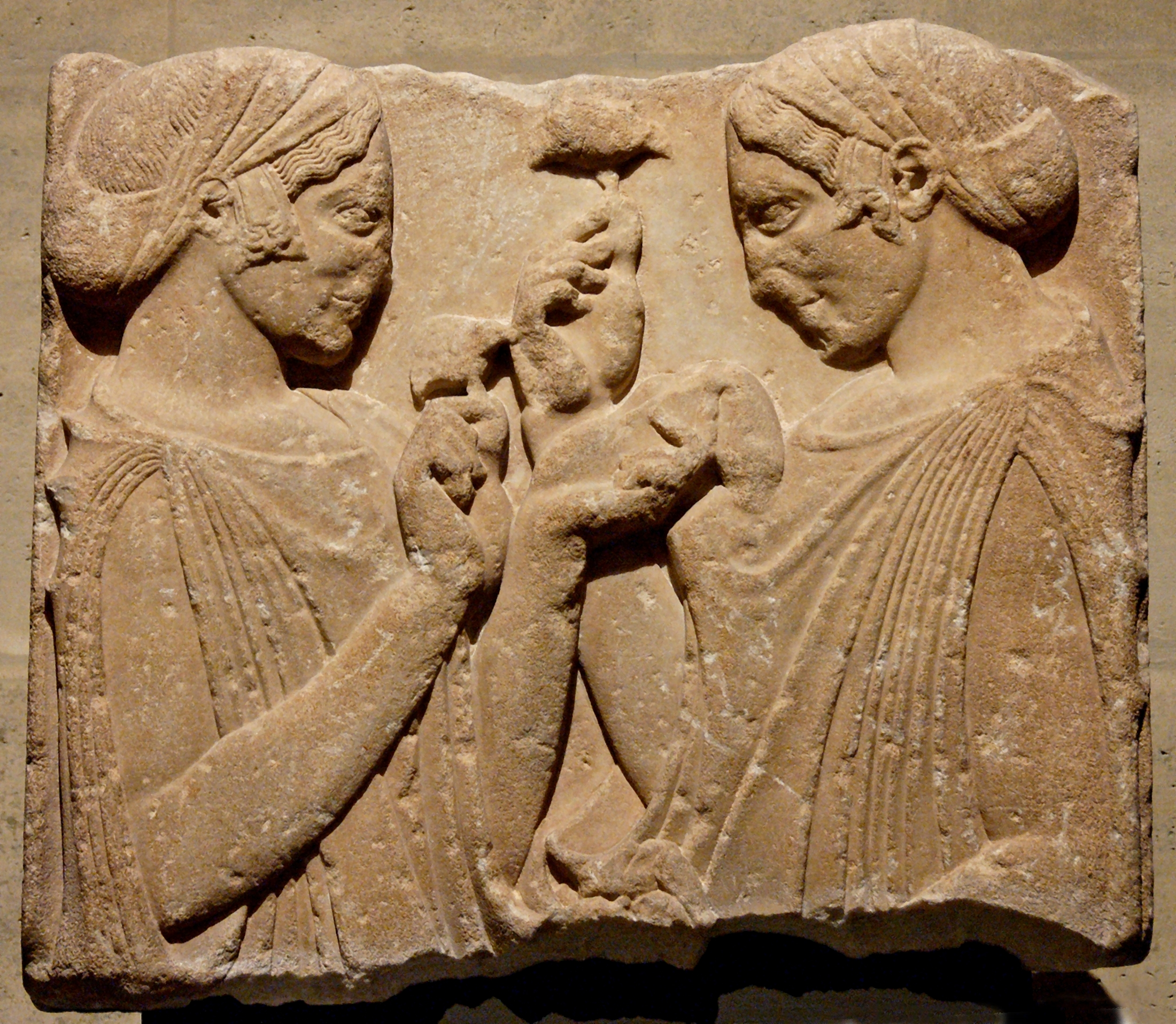
Deux femmes portant le cécryphale sur une stèle, marbre de Paros, vers -470/–460 ; musée du Louvre à Paris, France.
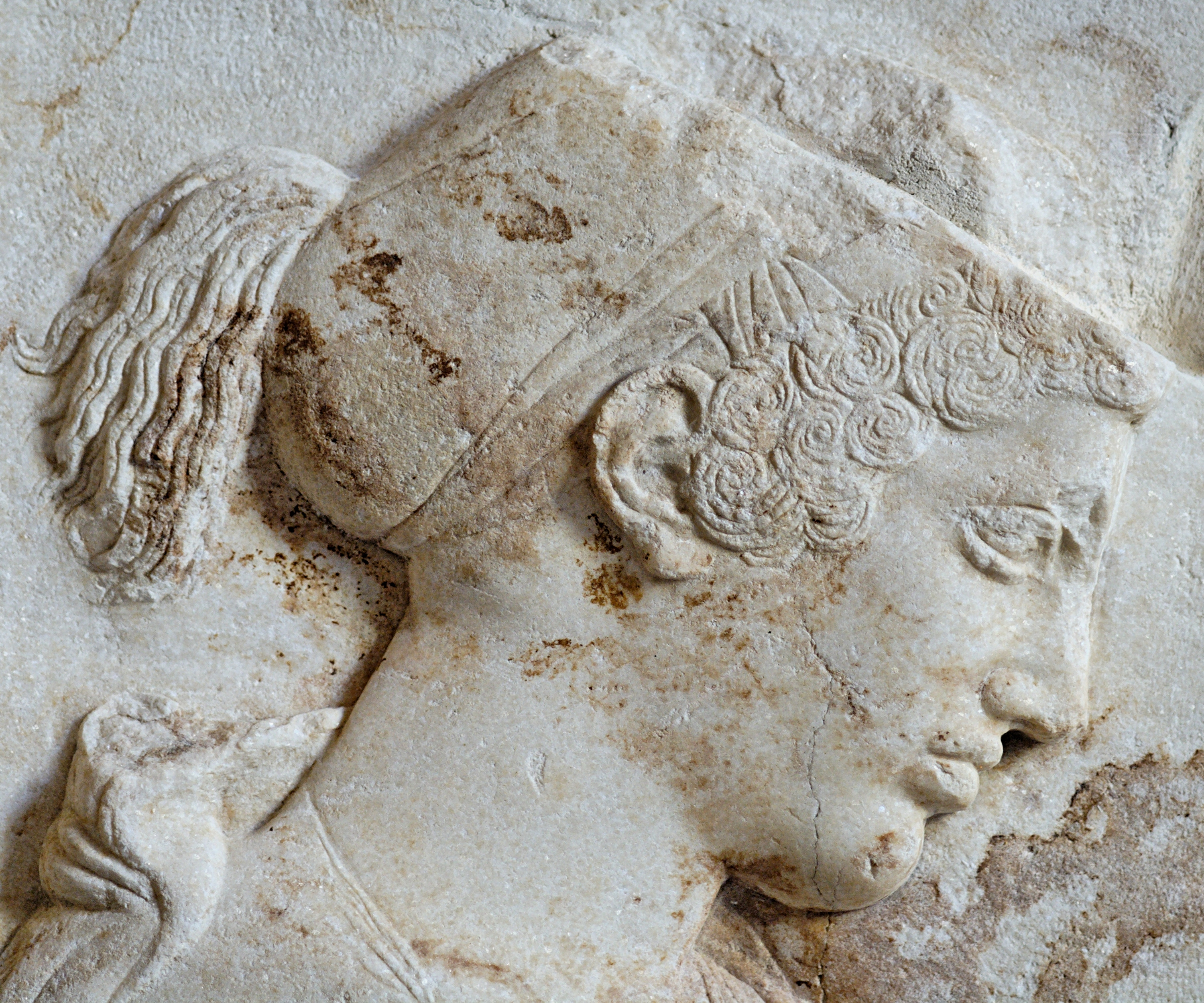
Portrait de Philis, fille de Cléomènes, portant un cécryphale, détail d'une stèle funéraire en marbre de Thassos vers -450, musée du Louvre à Paris, France.
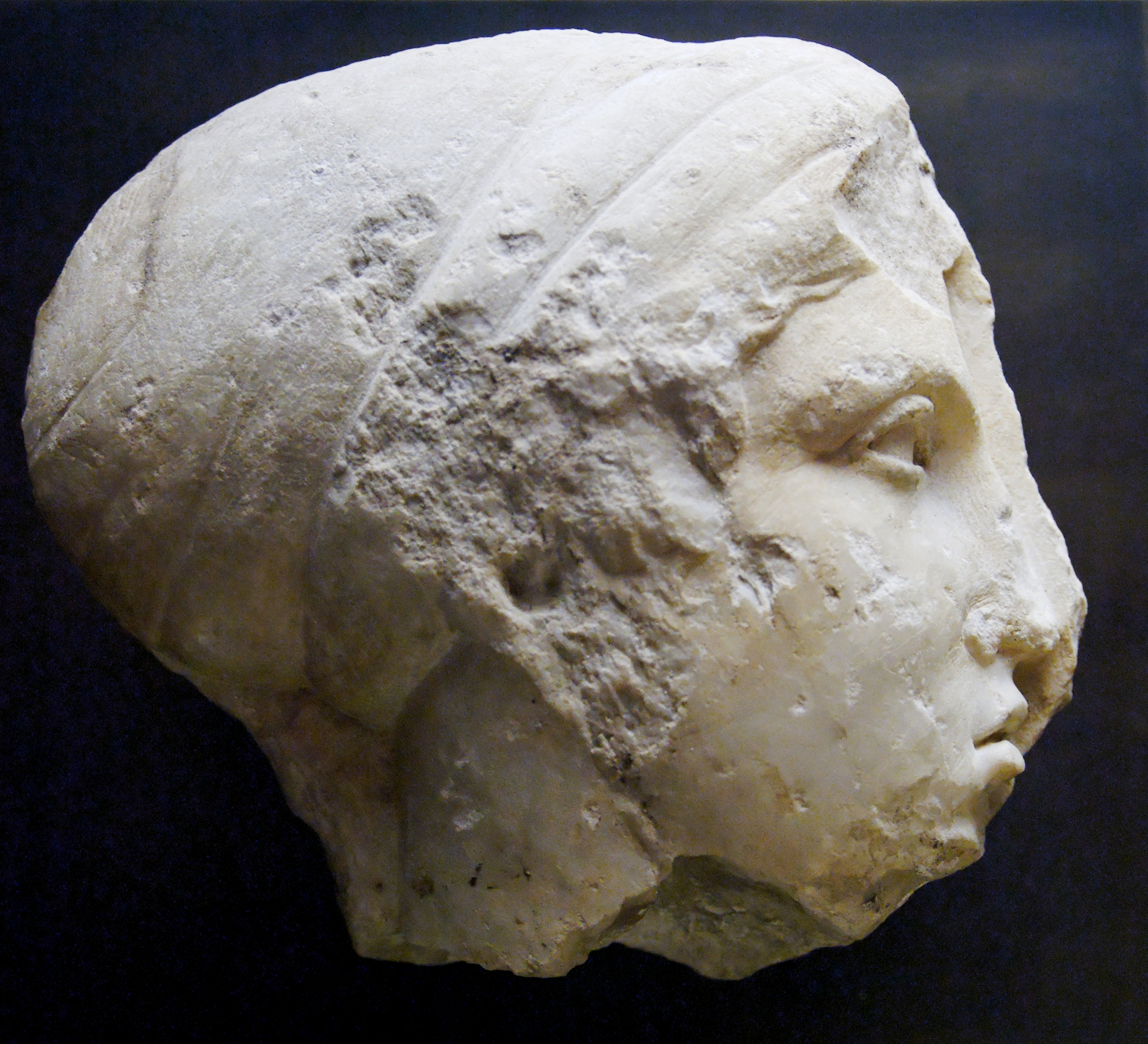
Femme portant un cécryphale, marbre du Pentélique, vers -400 ; musée du Louvre à Paris, France